# Soberania
De acordo com Jean Bodin (1530–1596), soberania refere-se à entidade que não conhece superior na ordem externa nem igual na ordem interna. Nas estritas palavras do renascentista francês, "a soberania é o poder absoluto e perpétuo de um Estado-Nação".
Esse conceito se relaciona com a autoridade suprema, geralmente no âmbito de um país. É o direito exclusivo de uma autoridade suprema sobre um grupo de pessoas — em regra, uma nação. Há casos em que essa soberania é atribuída a um indivíduo, como na monarquia absolutista, na qual o líder é chamado genericamente de soberano ou se atribui a algum Deus, como no caso do Daesh.
Entende-se por soberania a qualidade máxima de poder social por meio da qual as normas e decisões elaboradas pelo Estado prevalecem sobre as normas e decisões emanadas de grupos sociais intermediários, tais como família, escola, empresa e religião. Nesse sentido, no âmbito interno, a soberania estatal traduz a superioridade de suas diretrizes na organização da vida comunitária. No âmbito externo, a soberania traduz, por sua vez, a ideia de igualdade de todos os Estados na comunidade internacional, associada à independência nacional.
A soberania se manifesta, principalmente, pela constituição de um sistema de normas jurídicas capaz de estabelecer as pautas fundamentais do comportamento humano dentro de uma territorialidade.
O conceito de "soberania" foi teorizado por Bodin no primeiro livro de sua obra Os seis livros da República (1576), no qual sustentava a seguinte tese: a monarquia francesa é de origem hereditária; o rei não está sujeito a condições postas pelo povo; todo o poder do Estado pertence ao Rei e não pode ser partilhado com mais ninguém (clero, nobreza ou povo).

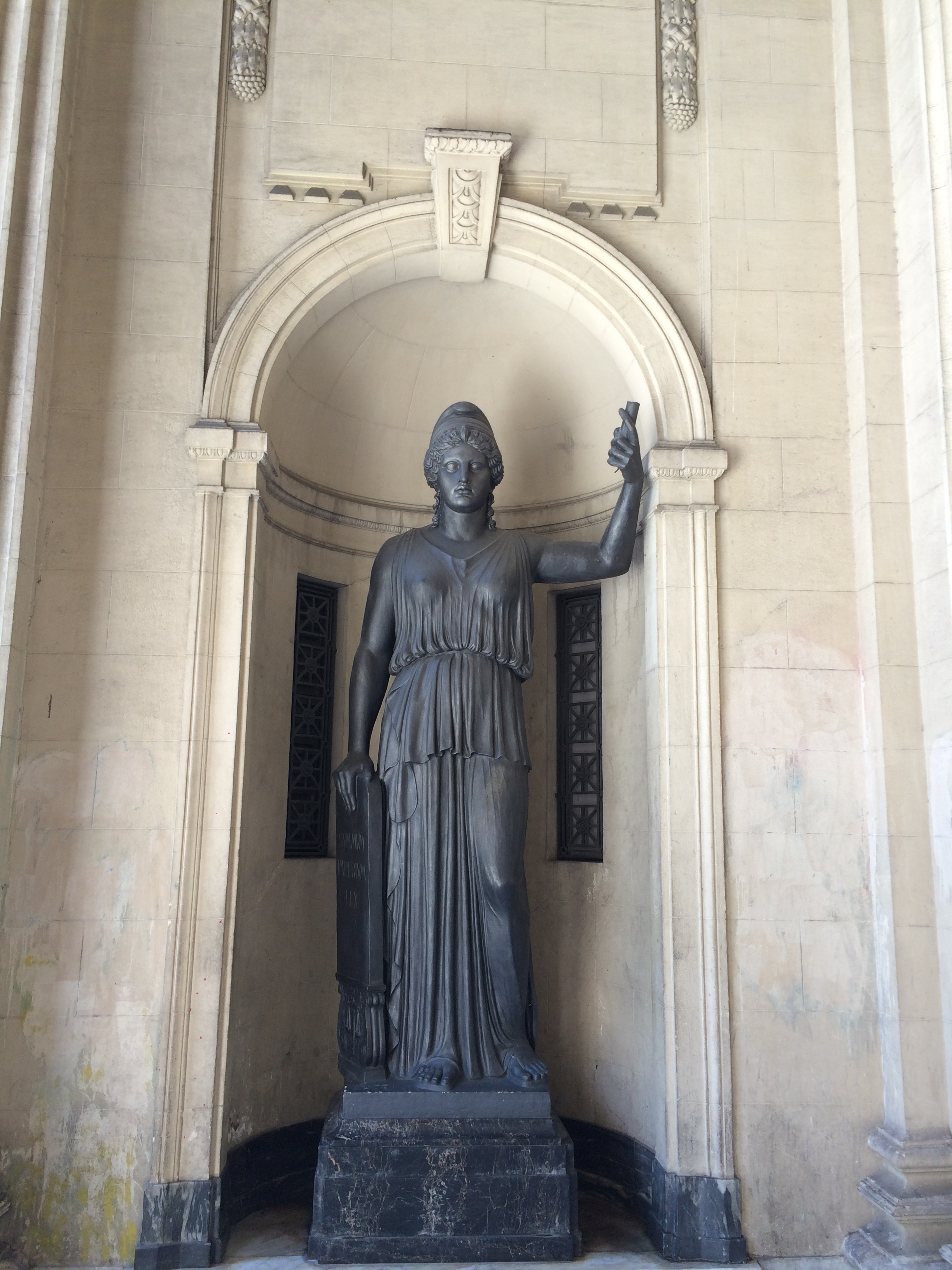
Estátua da Soberania, de autoria de Estanislao Kohn, no Palácio Tiradentes, antiga sede da Assembleia Legislativa do Estado do Rio de Janeiro.

Porém, na Monarquia Constitucional Parlamentarista tanto o monarca quanto a nação são os soberanos sendo o monarca a identidade e representação da nação por não estar vinculado a partidos, facções ou ideologias como os presidentes e políticos da república, apenas à nação como um todo. Como dizia a Constituição Imperial de 1824: "Art. 1. O Império do Brazil é a associação Política de todos os Cidadãos Brasileiros. Eles formam uma Nação livre, e independente, que não admite com qualquer outra laço algum de união, ou federação, que se oponha à sua Independência.
Jean-Jacques Rousseau transfere o conceito de soberania da pessoa do governante para todo o povo, entendido como corpo político ou sociedade de cidadãos. A soberania é inalienável e indivisível e deve ser exercida pela vontade geral, denominada por soberania popular. Interessante notar que o termo soberania popular pode ser visto na Constituição da República Federativa do Brasil, em seu art. 14, caput.
A partir do século XIX foi elaborado um conceito jurídico de soberania, segundo o qual esta não pertence a nenhuma autoridade particular, mas ao Estado enquanto pessoa jurídica. A noção jurídica de soberania orienta as relações entre Estados — na qualidade de potências, como diriam Kant e Rousseau — e enfatiza a necessidade de legitimação do poder político pela lei.

## Elementos

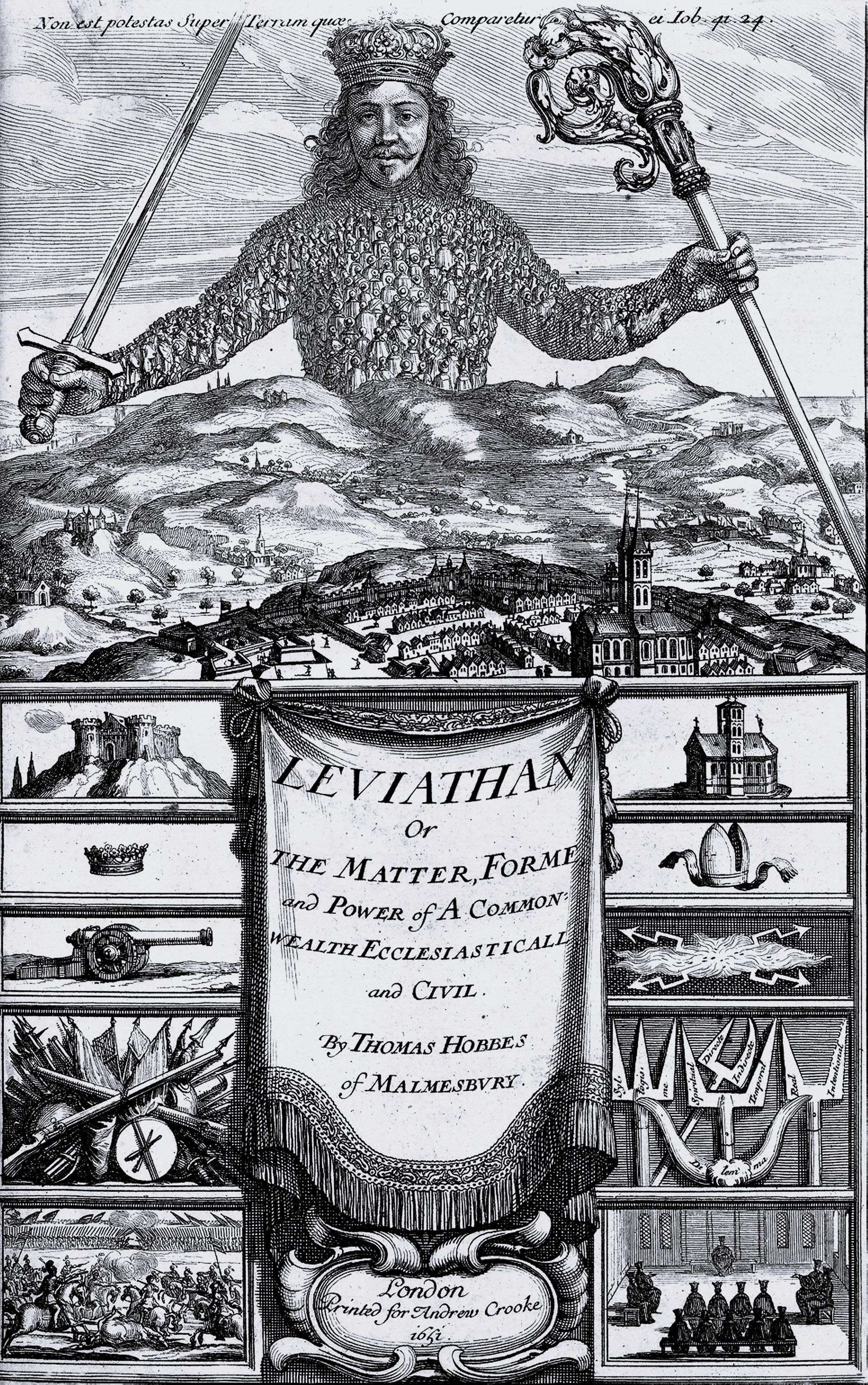
Capa do livro Leviatã, de Thomas Hobbes, que descreve a soberania como um corpo maciço, composto por muitas pessoas, empunhando uma espada e um cajado.

É um poder, ou seja, é uma faculdade de impor aos outros um comando a que lhes fiquem a dever obediência, que se caracteriza por ser, de acordo com Bodin:
1. perpétuo: não pode ser limitado no tempo; e
2. absoluto: não está sujeito a condições ou encargos postos por outrem, não recebe ordens ou instruções de ninguém e não é responsável perante nenhum outro poder.

## Características
- É una e indivisível, de modo que não pode haver dois Estados no mesmo território;
- É própria e não delegada, pertence por direito próprio ao rei;
- É irrevogável, de acordo com o princípio de estabilidade política — o povo não tem o direito de retirar do seu soberano o poder político que este possui por direito próprio;
- É suprema na ordem interna, pois não admite outro poder com quem tenha de partilhar a autoridade do Estado;
- É independente na ordem internacional, pois o Estado não depende de nenhum poder supranacional e só se considera vinculado pelas normas de direito internacional resultantes de tratados livremente celebrados ou de costumes voluntária e expressamente aceitos.

## Faculdades
- Poder legislativo (fazer e revogar leis);
- Poder de declarar a guerra e celebrar a paz;
- Poder de instituir cargos públicos;
- Poder de cunhar e emitir moeda;
- Poder de lançar impostos.

## Limites
O poder político do Estado é absoluto dentro de seus limites, sendo impossível um Estado arbitrário ou sem limites. O rol de limitações da soberania se divide em:
- Necessárias: decorrem da própria natureza da soberania, logo não pode transpor o direito, a moral, a família, a religião, os direitos difusos e a soberania externa; e
- Contingentes: originaram-se de circunstâncias variáveis como a época ou o tipo de sociedade.

## Soberania e Relações Internacionais
O conceito de Soberania, quando tratado no campo das Relações Internacionais, é costumeiramente associado à chamada Paz de Vestfália de 1648. Este momento histórico foi marcado pela assinatura dos Tratados de Münster e Osnabruque que encerraram a Guerra dos Trinta Anos. Apesar da frequente associação da data com o surgimento do moderno sistema interestatal, a importância da Paz de Vestfália reside na linguagem utilizada pelas partes para a conclusão dos acordos. Na prática, Vestfália não foi um momento literal de transformação política, mas sim o símbolo da mudança de paradigmas atrelados à Idade Média.
Esse simbolismo é um produto da concepção de soberania como um tipo de relação de autoridade. A relação de autoridade no que tange à soberania possui uma dimensão interna e outra externa, que se relacionam com elementos distintos. Em questão de relevância, o fator mais importante na dimensão interna é o controle efetivo da parcela interna do território que o Estado entende como seu. Esse foi e continua sendo um fator crucial para o reconhecimento entre Estados no Sistema Internacional. Na dimensão externa, exercer soberania significa ser reconhecido formalmente pelos outros Estados como um igual, ou seja, conforme descreveu Kenneth Waltz: “nenhum deve comandar; nenhum deve obedecer”. A partir dessa concepção de soberania que se constituiu a característica de anarquia do Sistema Internacional como um espaço onde um Estado não possui autoridade sobre as decisões do outro. 
No contexto de Vestfália, o termo “soberania” não foi utilizado. O que ocorreu, todavia, foi a consagração do momento mais importante na transição de um concerto de líderes submissos às prerrogativas do mundo cristão ditadas pelo papado do Vaticano para um concerto de incipientes, e cada vez mais seculares, Estados Europeus. Vestfália marcou a consagração da passagem de uma unidade cristã para uma ordem internacional diversa e, acima de tudo, anárquica, com atores que se governavam sem prerrogativas sobre seus pares. A linguagem dos Tratados de Vestfália e a elucidação das dimensões internas e externas da soberania resultaram na superação da dispersão da autoridade do período medieval com os Estados consolidando o controle de seus territórios e também de suas populações no âmbito interno. No âmbito externo, a emergência de unidades com características semelhantes obrigadas a lidar umas com as outras deu origem aos dilemas de balança e equilíbrio de poder.

### Soberania e Teorias das Relações Internacionais
Teorias realistas - Nesta perspectiva, a soberania é considerada um atributo fixo e exógeno dos Estados, assumindo-se como um princípio absoluto. Para os realistas clássicos, a soberania é uma questão prática que surgiu na época do Tratado de Vestfália (1648), que encerrou a Guerra dos Trinta Anos, denotando a existência de uma autoridade suprema sobre um determinado território. Nessa visão clássica, a soberania é considerada absoluta; um Estado é soberano ou não é um Estado. A perspectiva clássica também destaca que as relações internacionais são marcadas pela anarquia, onde cada Estado é independente, sem autoridade superior, e formalmente igual a todos os outros Estados soberanos.
Teorias da Interdependência - Na década de 1970, a interdependência econômica e as relações transnacionais foram consideradas como fatores que poderiam afetar a soberania estatal a partir da concepção do Estado como apenas mais uma manifestação de uma unidade econômica. Alguns teóricos realçaram a interdependência como uma restrição à soberania dado que as relações econômicas dos Estados poderiam afetar profundamente a “soberania” um do outro, enquanto outros a consideraram uma expressão dessa soberania, visto que os Estados poderiam escolher políticas ou adotar instituições que os vinculassem concomitantemente. Essa perspectiva foi posteriormente incorporada por teorias neoliberais institucionalistas concebidas no contexto dos Grandes Debates das Relações Internacionais. 
Teorias da Dependência - Essa perspectiva argumentou que a desigualdade estrutural entre Estados era uma crítica fundamental à visão clássica de soberania. Nessa abordagem, os Estados eram considerados presos à periferia ou semiperiferia pela funcionalidade da economia mundial capitalista. Essa visão da estrutura alicerçava-se mais nas diferenças relativas de poder e nos processos de trocas desiguais do que na autoridade, mas o capitalismo e a desigualdade que o acompanhava eram tão pervasivos que o poder e a autoridade tornaram-se praticamente sinônimos, afetando profundamente dimensões de soberania plena, principalmente dos Estados localizados na periferia.
Teoria Construtivista - A perspectiva construtivista sobre soberania enfatiza que esse conceito é socialmente construído tanto em suas dimensões internas quanto externas, o que representa uma crítica à visão clássica de soberania e anarquia na política internacional. Os construtivistas destacam a falta de um princípio gerador de mudança na ordem internacional e apontam para a importância da influência de outras normas sociais e práticas na concepção de soberania. Segundo essa abordagem, a soberania não é uma característica estática e imutável dos Estados, mas sim um resultado da prática e das interações entre os atores internacionais. Ela não é uma entidade externa ao sistema, mas sim uma construção social que evolui ao longo do tempo, adquirindo diferentes significados e conotações em diferentes contextos históricos. Portanto, a soberania é considerada como um conceito dinâmico, sujeito a mudanças e transformações em resposta às dinâmicas sociais e políticas.
Teoria Negativista - O principal expoente dessa teoria é Léon Duguit, que negava a existência de poder soberano. Afirmava existir apenas a "crença na soberania". A soberania seria apenas ideia de serviço público. 

## Soberania e Nações
A definição de nação apresenta dificuldades e se mostra complexa, pois estabelecer critérios objetivos para caracterizá-la na maioria das vezes leva a resultados incompletos. Muitas nações existentes não se encaixam nos critérios escolhidos por determinado autor e mesmo assim não deixam de ser nações. Em 1913, Joseph Stalin, afirmou que “nação é uma comunidade de pessoas historicamente constituída e estável, formada com base em uma língua, um território, uma vida econômica e uma constituição psicológica em comum, manifestados em uma cultura em comum". Já Steven Grosby disse que a nação “é uma comunidade de parentesco, especificamente, uma comunidade de natividade que é limitada, territorialmente extensa, e temporalmente profunda.” Ambas as definições são plausíveis, porém incompletas.
Buscando evitar a utilização de critérios fixos, alguns autores recorrem a definições baseadas na subjetividade dos grupos humanos. Enquanto Max Weber afirma que o conceito de nação relaciona-se a “um sentimento específico de solidariedade frente a outros grupos”, Florian Bieber diz que “a solidariedade compartilhada e a capacidade de perceber os outros como membros da mesma comunidade são fundamentais”.
Ernest Gellner reconhece os méritos da definição cultural e voluntarista de nação, por mais que não as considere 100% adequadas. Por conta disso, emergem essas duas conceituações como as centrais para a ideia de nação: i) uma nação é composta pelo compartilhamento da mesma cultura entre indivíduos, onde cultura significa um sistema de ideais, sinais, associações e maneiras de se comportar e comunicar; ii) uma categoria de pessoas (ocupantes de um determinado território ou falantes de um determinado idioma, por exemplo) se torna uma nação se e quando os membros dessa categoria reconhecerem firmemente certos direitos e deveres mútuos entre si em virtude de sua participação compartilhada nessa categoria. É o reconhecimento uns dos outros como companheiros desse tipo que os transforma em uma nação.
Florian Bieber traz sua contribuição ao reiterar que, antes de tudo, uma nação não é algo dado, e sim uma comunidade constituída por um acordo mútuo entre seus membros. Esse processo de construção de nação pode ser facilitado tanto pelas características que seus membros têm em comum, quanto pela constante reafirmação das diferenças em relação aos não-membros dessa nação.
Quando a ideia de nação é trazida para o contexto da soberania nas relações internacionais, o conceito que emerge é o de Estado-nação. Nesse sentido, o Estado-nação é criado quando uma comunidade de pessoas reivindica e obtém o direito de autodeterminação com base em etnia, história ou cultura comuns e busca estabelecer sua soberania sobre uma região. Ou seja, Estado-nação é uma unidade política em que o Estado (organização política centralizada) e a nação (comunidade baseada em uma identidade) são congruentes.
Com o surgimento e a transformação das nações ao longo do tempo, seus clamores por legitimidade, reconhecimento e poder levaram a movimentos nacionalistas em prol de soberania. Nesse caso, soberania significa tanto autoridade para comandar os que se encontram hierarquicamente abaixo dessa determinada nação, leia-se seus membros nacionais, quanto autonomia em relação a outras nações.
Relacionado a isso, na medida em que, internamente, o Estado é o que tem a suprema autoridade legítima para aplicar ordens e, externamente, sua soberania está ligada ao reconhecimento e à não intervenção dos demais Estados, o Estado-nação surge para suprir a demanda de determinado grupo nacional por autoridade interna e autonomia externa. 

### Nações sem Estado
Conforme elaborado por Ernest Gellner, é comum considerar que nação e Estado estão intrinsecamente ligados e são mutuamente dependentes. No entanto, é importante notar que nem sempre estiveram presentes em todas as épocas e situações. Tanto as nações quanto os Estados tiveram origens distintas e independentes antes de se tornarem interligados como são a partir dos tempos modernos. O Estado, como uma instituição de governança, emergiu em alguns casos sem a necessidade de uma nação já estabelecida. Por outro lado, algumas nações surgiram antes mesmo da formação do Estado como uma estrutura organizativa centralizada. Ao longo do tempo, a interação entre eles moldou as sociedades, culminando no entendimento atual de que a nação e o Estado caminham juntos, mas é importante que seja lembrada a sua não necessária interconexão.
Quando o assunto é nações sem Estado, as definições mais comuns giram em torno de grupos que não possuem seu próprio território reconhecido como um Estado soberano e não constituem a maioria da população em nenhum país. Os membros dessas nações podem ser cidadãos do país em que residem, mas muitas vezes enfrentam marginalização socioeconômica e podem até ter sua cidadania negada pelo Estado em questão. Esses grupos frequentemente carecem de representação adequada em organizações internacionais, como as Nações Unidas. Algumas das nações sem Estado têm um histórico de Estado (como Veneza), outras sempre foram uma nação sem Estado, dominada por outra nação (como os Māori, dominados pela Nova Zelândia).
Justamente, pela ausência de soberania, portanto ausência de autoridade sobre determinado território, é que essas nações são chamadas de “sem Estado” ou “apátridas”. A instituição Estatal, capaz de fornecer legitimidade e reconhecimento exterior acerca do controle de um grupo sobre determinado território, não é comandada por esse tipo de nação. Dessa forma, a inexistência ou existência parcial de soberania por parte dessas nações, leva-as a serem alvos de segregação, violência e invisibilização. 